# Janice Cayman
Janice Cayman er en belgisk fodboldspiller, der spiller som angribende midtbanespiller for Olympique Lyonnais Féminin i D1 Féminine. Hun har tidligere spillet for Montpellier og FCF Juvisy i Frankrigs bedste række, OH Leuven og DVC Eva's Tienen i den Belgiske førstedivision og for Florida State Seminoles i NCAA, og har også spillet i European Cup med Tienen.
Hun er medlem af Belgiens landshold og scorede fire mål ved Algarve Cup 2016, hvilket gjorde hende til turneringens topscorer.

## Meritter
Pali Blues
- USL W-League: Vinder 2009

Western New York Flash
- NWSL: Vinder 2016

Olympique Lyonnais Féminin
- UEFA Women's Champions League: Vinder 2019/2020